# 轉動-振動耦合
旋转振联（Rotational–vibrational_coupling）发生在一物体的转动频率接近其自然共振频率时。例如二個以彈簧相連的物體，以其質心為圓心旋轉，同時彈簧本身週期性延展及壓縮，就可能會有旋转振联的情形。
在旋转振联中，會出現角速度的振荡。当弹簧施加的力使得转动的物质靠近转动中心時，弹簧弹力（向心力）做功，使得储存在弹簧中的应变能转化为物质的动能。因此，角速度会增加。该弹簧施加的力不会一直将转动物质拉近旋转中心。旋转物质靠旋转中心越近，弹簧施加的弹力越弱，物体的速度也在增加。在某一点的物体的速度增加足够多以至于物体开始再次摆动，进入储存应变能的阶段。
在 直升機的设计中必须包含减震装置，因为在特定的角度，旋转振联会引起螺旋桨的速度振动，如果没有减振装置，振动会引起螺旋桨松动，从而导致灾难的发生。

## 能量转换

諧振子的恢复力与离中心的距离成正比。

当諧振子在其原点时，系统的所有能量就轉換為动能。 当諧振子离原点最远的时候，系统的所有能量都轉換為势能。在諧振過程中，系统的能量在动能和势能之间来回變換。 
實際的弹簧會有摩擦力。对于實際的弹簧，振动将因阻尼而變慢，最终的情况是兩质量体以恒定的距离彼此相互轉動，弹簧的张力恒定。 

## 数学推导
以下推導的简化條件為：不考虑弹簧本身的质量，该弹簧是理想弹簧；回复力随弹簧延展线性增加。也就是说，回复力与物体离旋转中心的距离成正比。具有这一特征的恢复力被称为簡谐力（harmonic force）。
以下是位置的参数方程，时间的函数，描述旋转質量的运动:
{\displaystyle x=a\cos(\omega t)} (1)
{\displaystyle y=b\sin(\omega t)} (2)
符号：
{\displaystyle a} 是半長轴
{\displaystyle b} 是半短轴的一半
{\displaystyle \omega }
该运动是时间的函数也可以看作是两种圆周运动的向量组合。 参数方程(1)和(2)可以改写为：
{\displaystyle x=\left({\begin{matrix}{\frac {a+b}{2}}\end{matrix}}\right)\cos(\omega t)+\left({\begin{matrix}{\frac {a-b}{2}}\end{matrix}}\right)\cos(\omega t)}
{\displaystyle y=\left({\begin{matrix}{\frac {a+b}{2}}\end{matrix}}\right)\sin(\omega t)-\left({\begin{matrix}{\frac {a-b}{2}}\end{matrix}}\right)\sin(\omega t)}
進行坐标变换，减去圆周运动，留下有偏心率的椭圆轨道。偏心中心位于距主轴中心{\displaystyle (a+b)/2}处：
{\displaystyle x=\left({\begin{matrix}{\frac {a-b}{2}}\end{matrix}}\right)\cos(2\omega t)}
{\displaystyle y=-\left({\begin{matrix}{\frac {a-b}{2}}\end{matrix}}\right)\sin(2\omega t)}
Category:动力系统